# 那須塩原市立東小学校
那須塩原市立東小学校（なすしおばらしりつ ひがししょうがっこう）は、栃木県那須塩原市太夫塚にある公立小学校。

## 沿革

### 経緯
西那須野駅周辺の人口増加により、駅周辺に小学校開設を希望する声が高まった。校舎の位置は西那須野村内であったが、狩野村境まで100ｍ未満で、西那須野村としては偏った位置であった。新設に合わせて、三島尋常小学校が廃止された。三島尋常小学校学区の三島と南郷屋の児童は、狩野村から西那須野村に委託されたが、委託費で両村が対立し、1902年（明治35年）に狩野第二尋常小学校が新設され、偏った位置は不適切となってしまった。
1892年（明治25年）8月小学校建築工事の入札実施、同年12月26日に校舎が完成した。
1907年（明治40年）の高等科の設置や義務教育年限の延長により学級が増えて校舎が手狭になったが敷地的に余裕がないため、西那須野駅近くの現那須塩原市西那須野支所の位置に新築移転した。1913年（大正2年）に着工し同年11月に竣工、12月1日付で西那須野村に引き渡され、12月20日付で移転した。さらに1922年（大正11年）にコの字型の校舎の中央部分を改築した。

### 年表
- 1893年（明治26年）1月20日 - 西那須野尋常小学校東校として開校[2]。
- 1907年（明治40年）4月1日 - 高等科設置により西那須野尋常高等小学校と改称[5]。
- 1913年（大正2年）12月20日 - あたご町に移転新築[5]
- 1941年（昭和16年）4月1日 - 国民学校令により西那須野国民学校と改称。
- 1947年（昭和22年）
  - 4月1日 - 学制改革により西那須野町立東小学校と改称。
  - 9月22日 - 東小学校PTA発足[6]。
- 1961年（昭和36年）12月18日 - 現在地へ新築移転[5]
- 1969年（昭和44年）5月12日 - 大韓民国の万安小学校と姉妹校となる[6]。
- 1977年（昭和52年）4月1日 - 大山小学校開設により学区変更[6]。
- 2005年（平成17年）1月1日 - 市町村合併により那須塩原市立東小学校と改称。

## 教育方針
- 教育目標
  - 深く考えられる子（知）
  - 思いやりのある子（徳）
  - がんばりぬける子（体）

## 通学区域
通学区域は以下の通りである。
那須塩原市
- 永田町
- 扇町
- あたご町
- 西大和
- 西原町
- 五軒町（一部を除く）
- 西栄町（一部を除く）

- 東町
- 西朝日町
- 南町
- 西幸町
- 二つ室のうち217番地及び218番地
- 北二つ室
- 太夫塚1丁目 - 6丁目

五軒町と西栄町については、同市立三島小学校の通学区域を除く。

## 交通
- JR宇都宮線「西那須野駅」より徒歩12分（約820m）
- 那須塩原市営バス（ゆーバス）黒磯・西那須野線、西那須野内循環線「疎水パーク前」バス停より徒歩2分（約170m）